# هنري اليكان
هنري اليكان (بالفرنسية: Henri Alekan )‏ (و. 1909 – 2001 م) هو مصور سينمائي فرنسي، ولد في باريس، توفي في أوكسار، عن عمر يناهز 92 عاماً، بسبب ابيضاض الدم.

## جوائز وترشيحات
حصل على جوائز منها:
- جائزة المنافسة العامة [الإنجليزية]‏ (1946)
- قائد الفنون والآداب

ترشح لـ:
جائزة الأوسكار لأفضل تصوير سينمائي أسود وأبيض، عن عمل: عطلة رومانية.

## وصلات خارجية
- هنري اليكان على موقع IMDb (الإنجليزية)
- هنري اليكان على موقع قاعدة بيانات الأفلام العربية
- هنري اليكان على موقع ألو سيني (الفرنسية)
- هنري اليكان على موقع أول موفي (الإنجليزية)
- هنري اليكان على موقع قاعدة بيانات الأفلام السويدية (السويدية)
- هنري اليكان على موقع ديسكوغز (الإنجليزية)
- هنري اليكان على موقع قاعدة بيانات الفيلم (الإنجليزية)
- هنري اليكان على موقع كينوبويسك (الروسية)